# Wood (Nushagak)
Pour les articles homonymes, voir Wood.
La rivière Wood est un cours d'eau d'Alaska, aux États-Unis situé dans la région de recensement de Dillingham. C'est un affluent du fleuve Nushagak.

## Description
Longue de 20 milles (32 km), elle prend sa source dans le lac Aleknagik et coule en direction du sud-sud-est pour rejoindre le fleuve Nushagak dans la baie Nushagak au nord-est de Dillingham.
Son nom local, Alyagnagik a été référencé en 1890 par le lieutenant Sarichev.

## Sources
- (en) « Wood (Nushagak) », Geographic Names Information System